# Circle the Drain
"Circle the Drain" é uma canção da artista musical estadunidense Katy Perry, gravada para seu terceiro álbum de estúdio Teenage Dream. Tricky Stewart, conhecido pelos trabalhos realizados à cantoras como Mariah Carey e Rihanna, trabalhou na produção e composição da faixa, com auxílio de Perry e Monte Neuble na composição.

## Composição
"Circle the Drain" é uma canção de estilo pop rock, sendo que, diferente da maioria das faixas do álbum Teenage Dream, não toma um rumo dance-pop, durando quatro minutos e trinta e dois segundos. A canção foi composta na tonalidade de A♭ maior e está situada no compasso de tempo comum, com um ritmo moderado de 100 batimentos por minuto. Liricamente é uma canção sobre um relacionamento destruído e desgastado pelas drogas consumidas pelo companheiro, que faz a personagem principal se afastar cada vez mais. A canção foi escrita por Perry e baseada em seu ex-namorado, o cantor Travie McCoy, assumidamente ex-usuário de drogas.
Na época em que o relacionamento dos dois terminou, Travie McCoy postou em seu blog que seu computador era o seu novo companheiro "Fiel, me ouve e nunca me magoa". Posteriormente Katy Perry declarou que não suportava mais viver no "fundo do poço" com os altos e baixos de seu namorado na época e escreveu "Circle the Drain" como resposta e justificativa ao final do relacionamento. Na canção a cantora diz: "Você age como se tivesse 10 anos de idade (...) Você podia ser o melhor, mas você preferia ficar loucão. Você dorme durante as preliminares porque as pílulas são mais o seu negócio. Eu não vou ficar por perto pra ver você se danar. Quero ser seu amor, não a sua mãe". Mais para frente a cantora completa "Você virou o que você mais detestava: um estereótipo. Você se acha tão rock'n'roll, mas você e só uma piada. Você tinha o mundo na palma das suas mãos, mas você falhou".

### Controvérsias
Em resposta à canção, McCoy compôs uma canção sobre o tempo que esteve com a cantora. Intitulada "Forgetting Katy Perry", conta a versão do cantor sobre o final do relacionamento, lamentando-se dos rumos que tomou. Em entrevista, McCoy declarou alguns fatos sobre a faixa:
| “ | A canção poderia ser sobre qualquer uma de minhas ex-namoradas, mas serei honesto, é sobre Katy Perry. Estou certo de que ela sabe sobre a faixa, mas não se trata de expor intimidades em público, é só uma forma de rir de mim mesmo. Se alguém já assistiu ao filme “Forgetting Sarah Marshall”, essa é minha vida. Eu sou esse tipo de cara. | ” |

## Recepção da crítica
O crítico Mattew Cole, da revista Slant Magazine, descreveu a canção como obscura e sendo a "mais dura" do álbum, porém frisa que a canção, que fala sobre alguém que não suporta mais o parceiro viciado em drogas, é controversa à outra canção do álbum, "Last Friday Night (T.G.I.F.)", onde Perry diz ter desmaiado de tanta bebida alcoólica, dizendo: "mas não foi ela que ficou desmaiada em 'Last Friday Night'?".

## Promoção

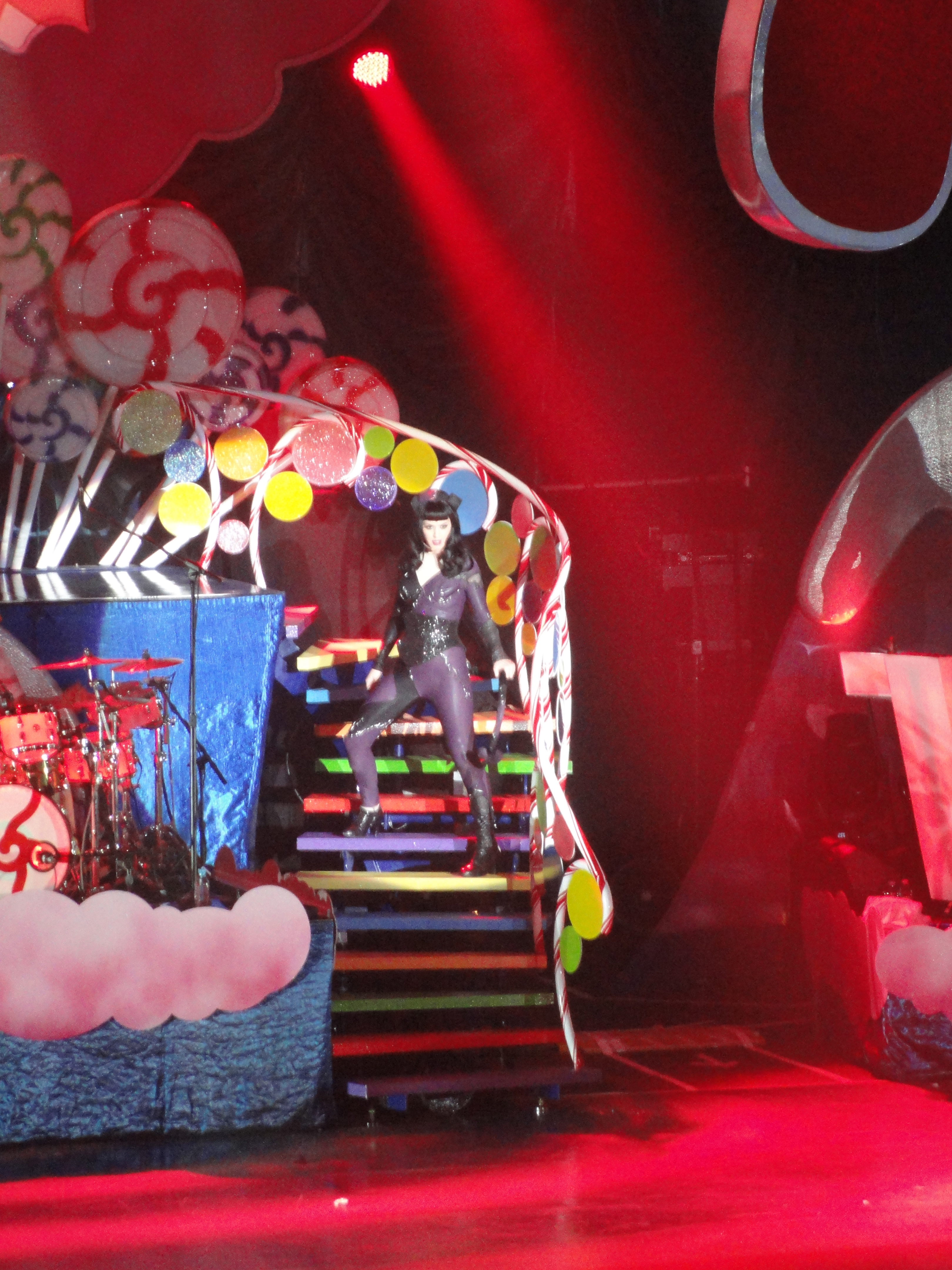
Perry apresentando a faixa na California Dreams Tour.

Em 5 de setembro de 2010, Perry apresentou a canção pela primeira vez em um concerto realizado exclusivamente em Berlim, na Alemanha. Em 1 de outubro Perry fez uma apresentação em Budapeste, na Hungria, cidade onde estava para gravar o videoclipe de "Firework". Em dezembro do mesmo ano destacou a canção no evento Walmart Soundcheck. A canção também faz parte da lista de faixas cantadas por Perry em sua segunda turnê, California Dreams Tour, sendo a sétima na setlist oficial da digressão que teve seu início em 20 de fevereiro de 2011 em Lisboa, Portugal.

## Faixas
Digital download
- "Circle the Drain" – 4:32

Remixes
- "Circle The Drain" (George Estephan Remix) – 4:49
- "Circle The Drain" (DJ xLiberty Remix) – 7:56
- "Circle The Drain" (Craig Vanity VS Hex Hector Mash) – 5:14
- "Circle The Drain" (Electro-Dubstep Remix) – 4:49
- "Circle The Drain" (Budzso Remix) – 5:59

## Créditos
- Katy Perry – composição, vocais
- Christopher "Tricky" Stewart – composição, produção
- Monte Neuble – composição
- Serban Ghenea – mixagem
- John Hanes – engenheiro de mixagem
- Tim Roberts – assistente

## Desempenho gráfico
Lançada em 10 de agosto de 2010, a canção estreou na Billboard Hot 100 em 17 de agosto no número 58, e permaneceu na tabela por apenas uma semana. Também atingiu o número trinta no Canadian Hot 100 e 36 no Recorded Music NZ, parada correspondente à Nova Zelândia. O single vendeu 50 mil cópias na primeira semana apenas nos Estados Unidos.

### Paradas musicais
| Parada (2010)                      | Posição |
| ---------------------------------- | ------- |
| Canadá (Canadian Hot 100)          | 30      |
| Nova Zelândia (RIANZ)              | 36      |
| Estados Unidos — Billboard Hot 100 | 58      |